# 阔蕊兰
阔蕊兰（学名：Peristylus goodyeroides），为兰科阔蕊兰属下的一个植物种。